# Gigi (musical)
Gigi è un musical di Frederick Loewe e Alan Jay Lerner tratto dall'omonimo romanzo di Colette e dall'adattamento cinematografico ad opera di Vincente Minnelli del 1958.
Il musical ha debuttato a Broadway nel 1973 ed è rimasto in scena all'Uris Theatre per 103 repliche, vincendo il Tony Award alla migliore colonna sonora originale.

## Trama
La trama del musical segue generalmente quella del romanzo e del film, incentrandosi su una giovane donna parigina del XIX secolo, Gigi, avviata ad una carriera di cortigiana. Lei vive con la madre e prende lezioni a casa della zia. Studia quindi buone maniere, conversazione e relazioni personali. La famiglia ha importanti relazioni sociali, ed è grande amica del ricco playboy Gaston. Egli è annoiato della propria vita e la sua unica felicità sembra essere la compagnia di Gigi e della sua famiglia.
La zia Alicia decide che è giunto il tempo per Gigi del suo ingresso in società. Dopo averla vestita per l'occasione, ella viene presentata a Gaston come una signorina. Lui dapprima è sbigottito dal cambiamento di Gigi, però gradualmente si rende conto che è attratto da lei, e la porta in città. Con il trascorrere della notte, Gaston capisce il vuoto della propria vita volendo di più. Propone a Gigi di sposarlo, e lei accetta di buon grado.

## Brani musicali

### Original Broadway production
Primo atto
- Overture
- Thank Heaven for Little Girls - Honoré
- It's A Bore - Honoré e Gaston
- The Earth and Other Minor Things - Gigi
- Paris is Paris Again - Honoré
- She's Not Thinking of Me - Gaston
- It's A Bore (Reprise) - Honoré, Gaston, Manuel e Zia Alicia
- The Night They Invented Champagne - Gigi, Gaston e Mamita
- I Remember It Well - Honoré e Mamita
- I Never Want To Go Home Again - Gigi ed Ensemble

Secondo atto
- Gigi - Gaston
- The Contract - Alicia, Mamita, Duclos e Du Fresne
- I'm Glad I'm Not Young Anymore - Honoré
- In This Wide, Wide World - Gigi
- Thank Heaven for Little Girls (reprise) - Honoré

### 2015 Broadway revival
Primo atto
- Opening - Honoré, Liane, Gigi e parigini
- It's a Bore - Honoré e Gaston
- The Parisians - Gigi
- A Toujours - Liane
- The Parisians (Reprise) - Gigi
- The Gossips - Parigini
- She's Not Thinking of Me - Gaston
- Thank Heaven for Little Girls - Mamita e Zia Alicia
- Paris is Paris Again - Gaston, Honoré, Liane e parigini
- I Remember It Well - Mamita e Honoré
- The Night They Invented Champagne - Gigi, Mamita, Gaston ed ensemble

Secondo atto
- I Never Want to Go Home Again - Gigi
- Thank Heaven for Little Girls (Reprise) - Zia Alicia
- Gigi - Gaston
- The Contract - Aunt Alicia, Mamita, Dufresne, Bonfils, Martel e avvocati
- I'm Glad I'm Not Young Anymore - Mamita e Honoré
- The Letter - Gigi
- Say a Prayer - Mamita
- The Gossips (Reprise) - Parigini
- In This Wide, Wide World - Gigi e Gaston

## Cast e produzioni principali
| Role                  | Original Broadway Cast | Original London Cast | Broadway Revival Cast |
| --------------------- | ---------------------- | -------------------- | --------------------- |
| Gigi                  | Karin Wolfe            | Amanda Waring        | Vanessa Hudgens       |
| Gaston Lachaille      | Daniel Massey          | Geoffrey Burridge    | Corey Cott            |
| Honoré Lachaille      | Alfred Drake           | Jean-Pierre Aumont   | Howard McGillin       |
| Inez Alvarez (Mamita) | Maria Karnilova        | Beryl Reid           | Victoria Clark        |
| Zia Alicia            | Agnes Moorehead        | Siân Phillips        | Dee Hoty              |
| Liane d'Exelmans      | Sandahl Bergman        | Carrie Ellis         | Steffanie Leigh       |
| Manuel                | Truman Gaige           | John Aron            | -                     |
| Sandomir              | Randy Di Grazio        | -                    | Amos Wolf             |